# Oxyde de fer
Pour les articles homonymes, voir FEO.

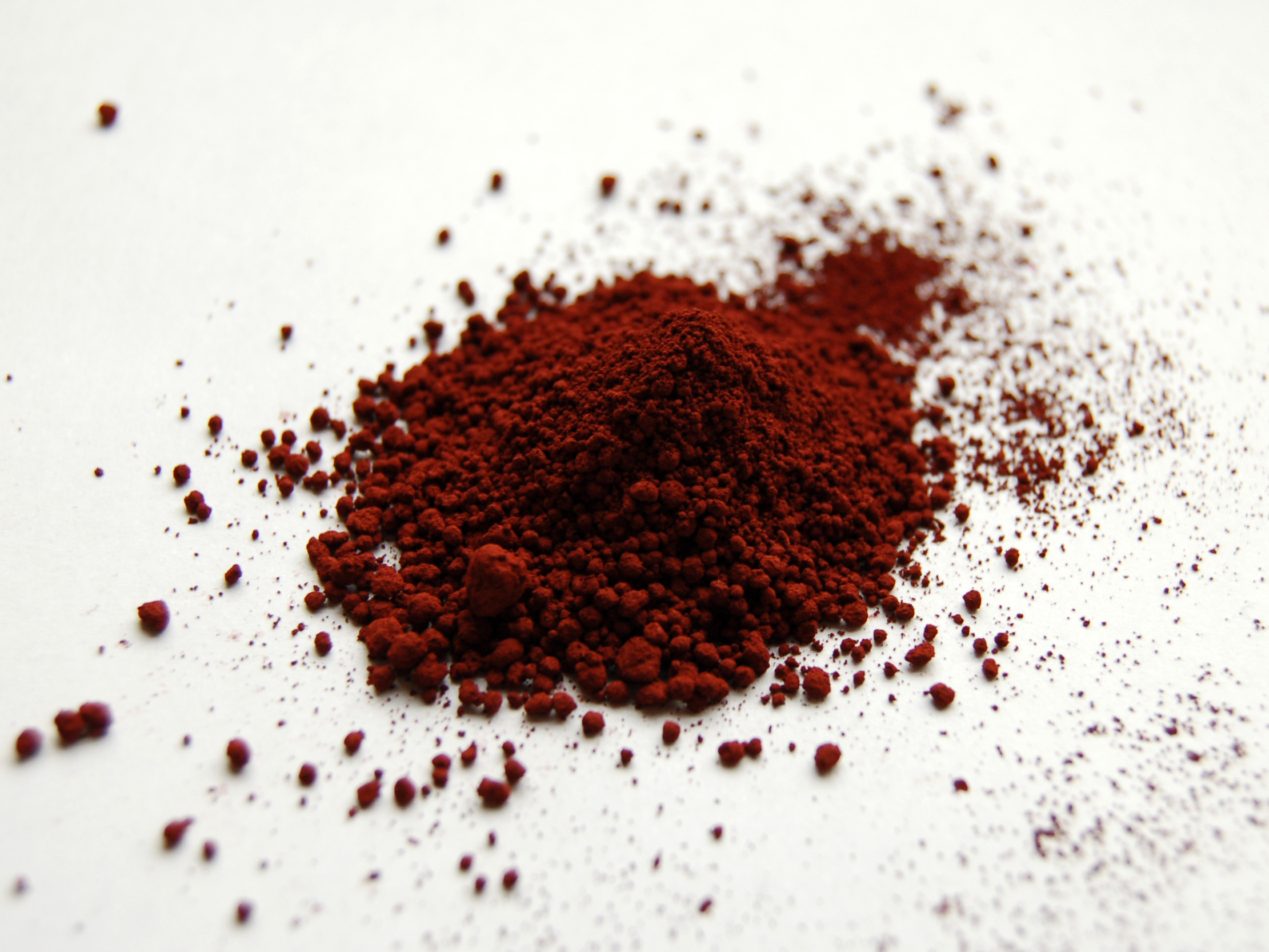
Poudre d'hématite. La couleur brune rougeâtre indique que le fer est à l'état d'oxydation +III.

Un oxyde de fer est un composé chimique résultant de la combinaison d'oxygène et de fer.
Les oxydes de fer sont abondants dans la nature, soit dans des roches, notamment minerai de fer, soit dans les sols. Les oxydes de fer, surtout synthétiques, servent soit comme pigments, soit pour leurs propriétés magnétiques.

## Typologie
On classe les oxydes de fer selon l'état d'oxydation de leurs atomes de fer :
- FeO : oxyde de fer(II) ou oxyde ferreux, appelé wustite sous sa forme minérale, poudre noire inflammable utilisée parfois dans la composition d'explosifs ;
- Fe3O4 ou FeO∙Fe2O3 : oxyde de fer(II,III), tétroxyde de trifer ou oxyde magnétique, appelé magnétite sous sa forme minérale ;
- Fe2O3 : oxyde de fer(III), sesquioxyde de fer ou oxyde ferrique, se présentant sous quatre phases :
  - α-Fe2O3 ou hématite, de couleur grise lorsqu'elle est cristallisée, mais rouge à l'état pulvérulent ou amorphe, couleur caractéristique de la rouille ainsi que de la planète Mars,
  - β-Fe2O3,
  - γ-Fe2O3.

## Pédologie
Les minéraux contenant du fer (principalement oxydes et hydroxydes de fer) font partie, après les argiles, des minéraux les plus importants du sol, jouant un rôle essentiel dans les processus de pédogenèse. La diversité des minéraux contenant du fer est due : « à la large répartition de cet élément dans de nombreux types de roches ; à sa facilité de passage de l'état Fe(II) à Fe(III) et réciproquement en fonction des variations du potentiel redox ; à sa capacité à s'hydrater plus ou moins et à constituer ainsi des structures minérales variées, cristallisées ou non ; à son intervention dans de nombreux processus pédologiques, comme la brunification, la chéluviation, diverses oxydoréductions, etc. ».
Les oxydes de fer naturels colorent les solsL'hématite, maghémite et les oxyhydroxydes de fer, goethite, limonite, lépidocrocite donnent une couleur du sol rouge fréquente autour de la Méditerranée et sous les tropiques. Les ocres à base de kaolinite-goethite donnent des sols jaunes, rouille, brun rougeâtre à brun foncé,.
Leur couleur permet d'en déterminer le degré de drainageUn sol jaune brun « rouillé » en profondeur indique un sol bien drainé ; une couleur grisâtre un mauvais draînage.

### Oligoélément biodisponible
De nombreux micro-organismes qui font partie du microbiote du sol comme les racines des plantes ont un rôle sur la biométéorisation. Ils participent à l'altération des roches et minéraux du sol en y solubilisant les métaux. Trois mécanismes agissent seuls ou en complément selon les espèces en cause et les conditions du sol : l'acidolyse, la complexolyse et la rédoxolyse,. En milieu réducteur anoxique, un micro-organisme à réduction dissimilatrice de métaux — qui a un métabolisme respiratoire aéro-anaérobie facultatif ou anaérobie strict — solubilise le fer ferrique fixé dans les oxydes de fer par le processus de rédoxolyse (dissolution par réduction), en l'utilisant comme accepteur d'électrons pour sa respiration anaérobie ou en parallèle en complément de fermentation. Certains champignons et bactéries de la rhizosphère produisent des substances organiques complexant le fer — acides organiques impliqués dans l'acidolyse, chélateurs de type sidérophores impliqués dans la complexolyse qui complexe le fer ferrique des oxydes — et permettent sa solubilisation.
Ces communautés microbiennes font partie des régulateurs principaux des formes du fer dans le sol. Elles rendent cet élément contenu dans des oxydes disponible pour d'autres organismes, le fer ayant un rôle d'oligoélément fondamental pour les êtres vivants, qui l'utilisent dans leur métabolisme. Il sert aux animaux vertébrés pour produire l'hémoglobine.

## Usage

### Pigments

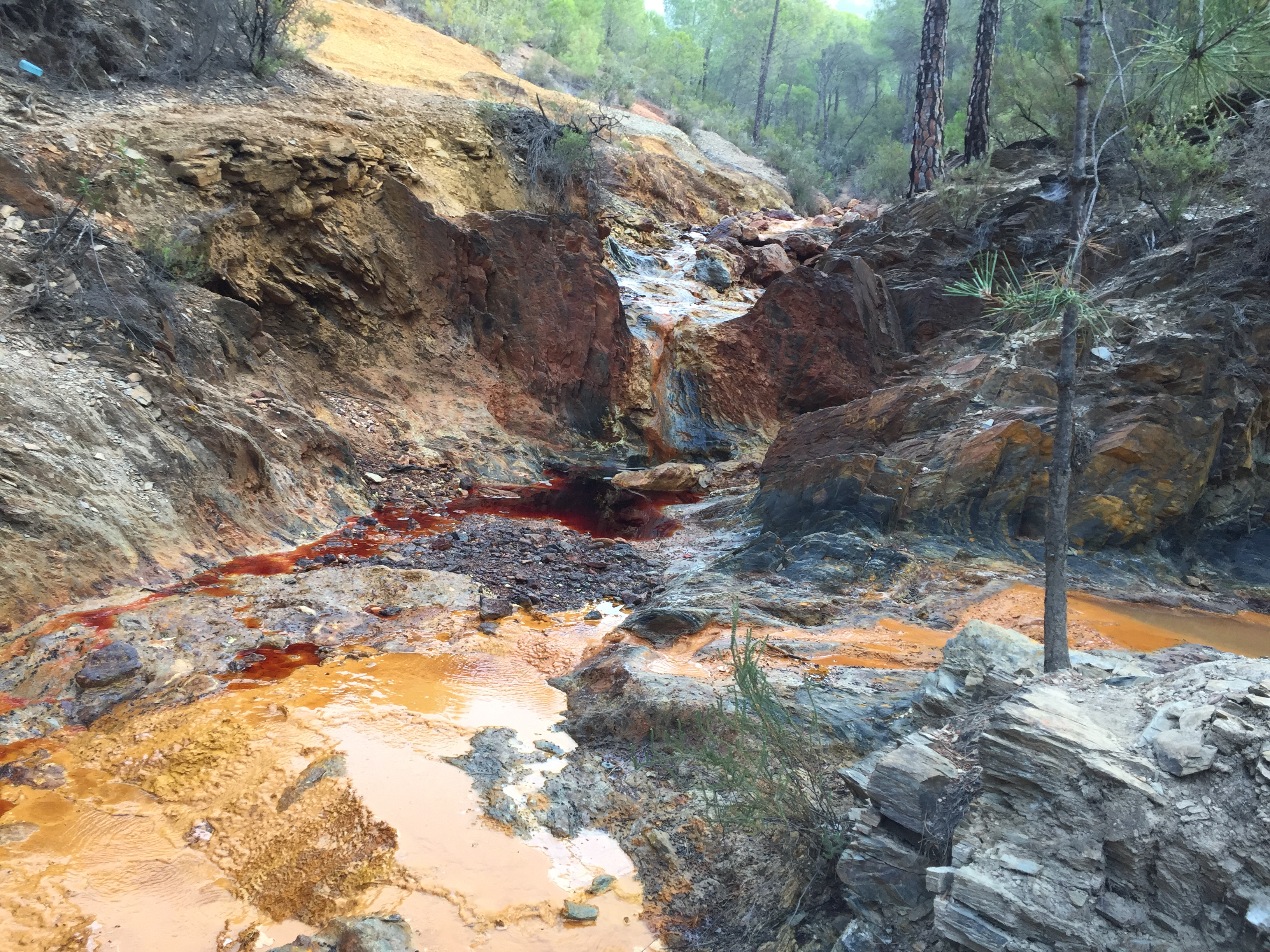
Source du Rio Tinto, près de Nerva, en Espagne. La forte concentration en oxydes de fer rend l'eau rougeâtre.

Les oxydes de fer donnent toute une série de pigments utilisés dans les beaux-arts depuis les origines, puisqu'on en trouve dans des sépultures du Paléolithique moyen; en Égypte ancienne, les oxydes de fer colorent le verre et les poteries.
La réputation de certaines terres à tendance jaune et rouge en raison des oxydes de fer qu'elles contiennent s'établit à la Renaissance. Les artistes ont appris depuis l'Antiquité à en modifier la couleur par calcination, qui rend les oxydes de fer plus rougeâtres.
Les oxydes de fer naturels, mêlés d'argile, se désignent comme terres ou ocres. Les ocres se distinguent des terres par leur proportion plus faible en oxyde de fer (moins de 25 %), et, du point de vue de leur emploi, par leur opacité. On trouve :
- la terre de Sienne : (PBr7 du Colour Index), naturelle (jaunâtre) ou brûlée (rouge-orangée) ;
- la terre d'ombre : (PBr7), naturelle (brune) ou brûlée (brun-rougeâtre), se distingue de la terre de Sienne par sa forte proportion en oxydes de manganèse, aux propriétés siccatives pour l'huile ;
- l'ocre jaune : (PY43) qui va du jaune verdâtre au jaune orangé ;
- l'ocre rouge : (PR102) aux différentes nuances brun-rouge.

La production de pigments d'oxyde de fer synthétiques est attestée en Europe au XVIe siècle. Ils se connaissent d'abord sous les noms de Caput Mortuum et colcotar entre autres. À la fin du XVIIIe siècle, les procédés de fabrication de pigments à base de fer donnent les couleurs de Mars, rouge, jaune, violet (PRV3, p. 80). Ces couleurs chères rivalisent avec les pigments naturels. Depuis le début du XXe siècle, les oxydes de fer naturels tendent à disparaitre au profit des oxydes de fer synthétiques[réf. souhaitée].
Parmi les pigments synthétiques, le sesquioxyde de fer (PR101) donne le rouge anglais ; avec de l'alumine, qui permet une certaine désaturation des couleurs et une amélioration de la transparence (PRV3, p. 135), il constitue le rouge de Mars. La teinte des pigments d'oxyde de fer varie selon le traitement de la matière par calcination. Le Colour Index répertorie neuf procédés de production du rouge oxyde de fer. La plupart de ces procédés, utilisant des oxydes de fer sous-produits d'autres réactions chimiques industrielles, obtiennent d'abord un pigment jaune, noir ou brun, rougi ensuite par calcination (PRV3, p. 136).
La teinte de couleurs vendues sous le même nom commercial varie selon les fabricants ; assez peu en ce qui concerne les couleurs pour artistes, énormément quand il s'agit de décoration d'intérieur.
Les pigments oxydes de fer sont solides et s'utilisent sans danger en peinture à l'huile. Les oxydes de fer rouges résistent bien à la chaleur, jusqu'à 500 °C (PRV3, p. 134).
On utilise l'oxyde de fer en céramique pour colorer une pâte céramique, un émail. L'oxyde de fer est aussi présent naturellement dans certaines argiles — les ocres — comme la faïence rouge.
L'oxyde de fer micacé est un pigment naturel gris utilisé pour sa protection contre la corrosion (PRV3, p. 132).
Dans la lutte contre les feux de forêt, les pompiers ajoutent au retardant dans l'eau que larguent des bombardiers d'eau de l'oxyde de fer, colorant naturel, afin de repérer les zones déjà traitées;

#### Colorant alimentaire
Le code E172 indique un oxyde de fer utilisé comme colorant alimentaire.

### Enregistrement magnétique
Les oxydes de fer donnant des cristaux magnétiques sont à la base des enduits utilisés pour l'enregistrement magnétique.

### Imagerie médicale
L'imagerie médicale de résonance magnétique nucléaire utilise comme produit de contraste des oxydes de fer, sous deux formes :
- forme microparticulaires, dite small superparamagnetic iron oxide ou SPIO, de plus de 50 nanomètres. 
Les particules sont injectées dans les veines, pour détecter les lésions hépatiques de petite taille et accessoirement pour les caractériser. 
Une ingestion par la bouche permet aussi de diagnostiquer certains problèmes du tube digestif ;
- forme nanoparticulaire, dite ultrasmall superparamagnetic iron oxide ou USPIO. 
Après administration intraveineuse, étant moins capturés par le foie et la rate, ils ont une demi-vie plasmatique assez longue (plus de 36 heures). Les macrophages normalement présents dans les tissus (ganglions lymphatiques) ou en cas de pathologie (sclérose en plaques, rejet de greffe, plaque d’athérome, accident vasculaire cérébral, arthrite rhumatoïde, etc.) peuvent les assimiler. 
Ils sont utilisés pour détecter des cancers, des maladies dégénératives et inflammatoires mais aussi pour les pathologies cardiovasculaires comme les plaques d'athéromes. Ce sont aussi des biomarqueurs permettant de mesurer l'effet de certains traitements[18].

Ces oxydes sont, sous ces deux tailles différentes, souvent formulées avec du dextrane ou ses dérivés.
Parmi les nombreuses nanoparticules d’oxydes de fer existantes dans la chimie, certaines sont approuvées par la Food and Drug Administration pour un usage thérapeutique, comme le traitement de l'anémie. Aux États-Unis, elles sont parfois aussi utilisées en radiologie en off label (utilisé pour une autre indication que celle approuvée par la FDA) du fait de leur « effet superparamagnétique ».